# Касири-Эмбра
Касири-Эмбра (исп.  Casiri Hembra ) — озеро расположенное на востоке провинции Паринакота, области Арика-и-Паринакота в Чили.
Это одно из самых высокогорных озёр в мире с высотой зеркала 4800 м над уровнем моря. Озеро расположено у подножья горных вершин Кондорири в 8,4 км на восток от долины реки Какена и в нескольких километрах западнее границы с Боливией.Рядом с озером находится озеро Касири-Мачо.
На юго-восток от озера высится величественный вулкан Померапе.
Посетить озеро можно с одной из туристических групп отправляющихся из Арика.